# Анкарский метрополитен
Анка́рский метрополите́н (тур. Ankara Metrosu, Ankaray) — система линий метрополитена в Анкаре, Турция.

## Предыстория
Идея постройки метро впервые была выдвинута в 1967 году. В те годы общественный транспорт состоял из автобусов и маршруток. В 1972 году прошло первое серьёзное исследование транспорта Анкары. Идея перехода на железнодорожную систему впервые всерьёз рассматривалась в 1973 году тогдашним мэром Экремом Барласом.

## Строительство
Фундамент метрополитена был заложен в 1980 и 1987 годах, однако смена руководства привела к тому, что никаких конкретных шагов по строительству предпринято не было.
В 1989 году был подписан контракт на строительство проекта между столичным муниципалитетом Анкары и консорциумом турецко-канадского партнёрства UTDC-GAMA-Guris. Строительные работы начались 29 марта 1993 года.
30 августа 1996 года была построена линия легкорельсового транспорта Анкарай (АШТИ — Дикимэви), а 28 декабря 1997 года была полностью завершена первая линия метро М1. В феврале 2014 года открылась линия М2, спустя 1 месяц — M3, 5 января 2017 года открылась линия М4. В феврале 2019 линии М1—М4 были объединены в одну линию.
12 апреля 2023 года был введён в эксплуатацию участок линии М4 (АКМ-Кызылай).

## Описание системы

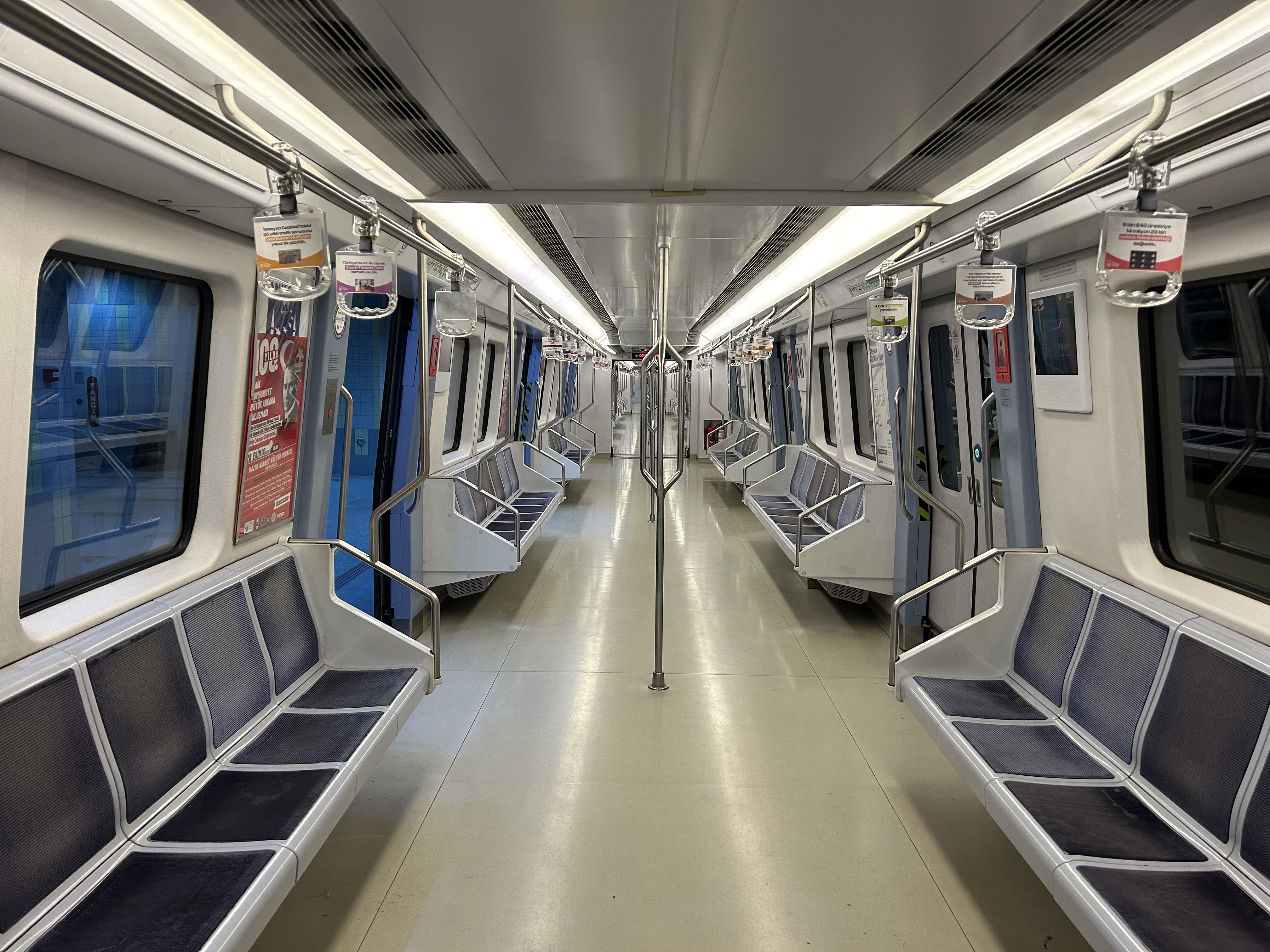
Интерьер вагона Alstom Metropolis

Метрополитен является комбинированной системой, состоящей из линии легкорельсового транспорта — Анкарая и двух линий метро. Действует линейный принцип движения поездов с двумя пересадочными станциями. Электропитание поездов на всех линиях осуществляется с помощью контактного рельса. Используются вагоны H6 Hawker-Siddeley и Alstom Metropolis.

## Электродепо
| Название электродепо | Дата открытия | Линии | Вагоны            |
| -------------------- | ------------- | ----- | ----------------- |
| Маджункёй            | 1997          |       | Alstom Metropolis |

## Линии
| Логотип | Название   | Год открытия | Длина, км | Число станций |
| ------- | ---------- | ------------ | --------- | ------------- |
|         | Анкарай    | 1996         | 8,5       | 11            |
|         | M1         | 1997         | 14,6      | 34            |
|         | M4         | 2014         | 12,5      | 12            |
|         | Башкентрай |              | 37,4      | 24            |
| Всего:  | Всего:     | Всего:       |           | 57            |

## Галерея

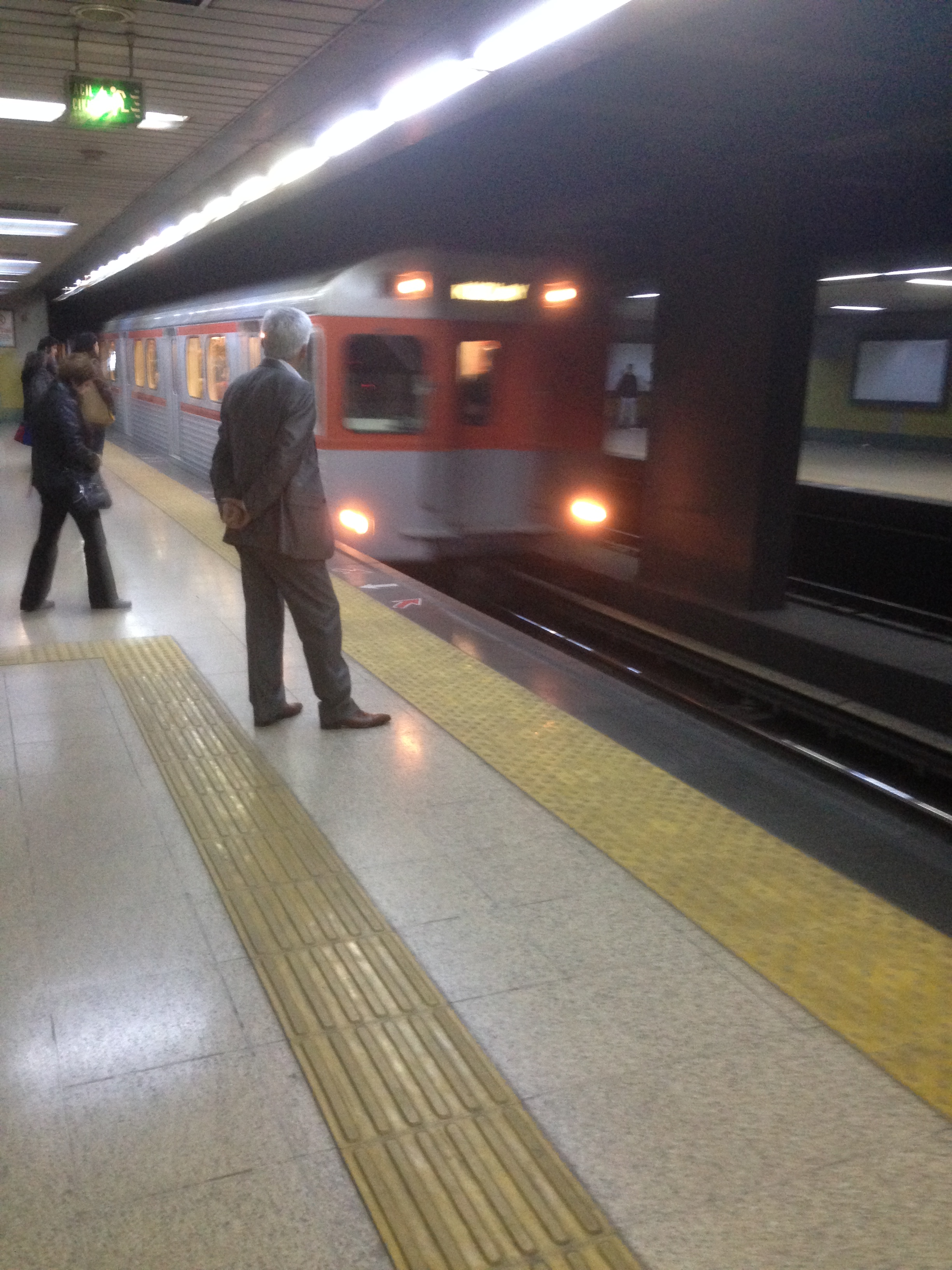
Модификация вагонов H6-AM на линии Анкарай
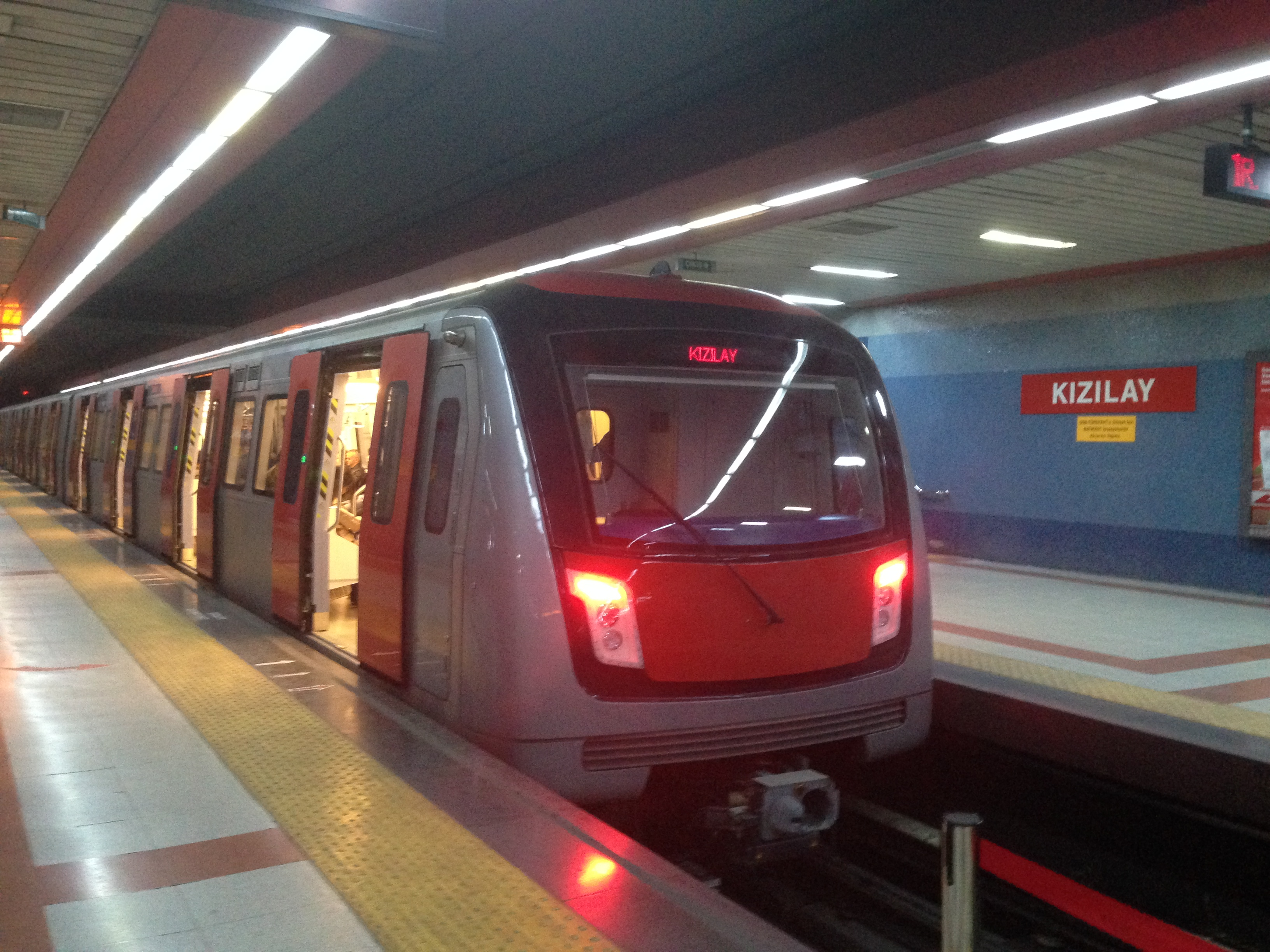
Вагон Alstom Metropolis на линии М1